# (19458) Legault
(19458) Legault est un astéroïde de la ceinture principale découvert le 21 avril 1998 par Michel Bœuf. Il est nommé d'après Thierry Legault, photographe français. Sa désignation provisoire était 1998 HE8.